# CZ Большой Медведицы
CZ Большой Медведицы (лат. CZ Ursae Majoris) — одиночная переменная звезда в созвездии Большой Медведицы на расстоянии (вычисленном из значения параллакса) приблизительно 68520 световых лет (около 21008 парсеков) от Солнца. Видимая звёздная величина звезды — от +16,3m до +14,7m.

## Характеристики
CZ Большой Медведицы — пульсирующая переменная звезда типа RR Лиры (RRAB).